# Jahrbuch des Emsländischen Heimatbundes
Das Jahrbuch des Emsländischen Heimatbundes ist eine seit 1967 vom Emsländischen Heimatbund herausgegebene Zeitschrift. Das später im Nebentitel auch Emsland-Jahrbuch genannte Jahrbuch enthält mitunter die Beilage Das Emsland im Bild.
Ab der Erstausgabe wollte der herausgebende Verein ein sich nach und nach immer mehr verdichtendes „Mosaikbild“ speziell des Emslandes, seiner Geschichte, seiner Landschaft und seiner Entwicklungsmöglichkeiten sichtbar machen.
Die Zeitschriftendatenbank erschließt das Periodikum, das unter seinem Vorgänger Jahrbuch des Emsländischen Heimatvereins ab 1952 ausgegeben wurde, unter den Sachgruppen Geografie, Reisen (Deutschland) sowie Geschichte Deutschlands unter den Schlagwörtern Landkreis Emsland und Heimatkunde.